# Ranunculus natans
Ranunculus natans är en ranunkelväxtart som beskrevs av C. A. Meyer. Ranunculus natans ingår i släktet ranunkler, och familjen ranunkelväxter. Inga underarter finns listade i Catalogue of Life.